# 이사크 바벨

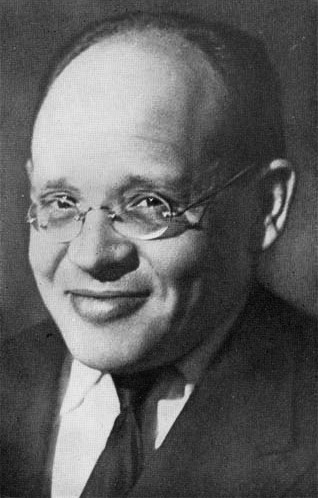

이사크 바벨(Isaac Babel, 러시아어: Исаак Эммануилович Бабель, 이사크 엠마누일로비치 바벨, 1894년 7월 13일 ~ 1941년 1월 27일)은 러시아의 작가, 언론인, 극작가, 번역가이다.

## 생애
1894년 지금은 우크라이나인 오데사의 유대인 가정에서 태어났다. 어린 시절 상업 교육과 유대 경전 교육을 받았으나 음악과 문학에 이끌렸다. 독일, 루마니아와의 전쟁에 참전했고, 1920년에는 종군기자로 부됸니 장군의 제1기병대에서 근무하게 된다. 1920년 이후 이 시기의 경험을 바탕으로 ≪기병대≫(1926)에 수록되게 될 단편들을 쓰기 시작했고, 오데사에서의 청년기의 경험들은 ≪오데사 이야기≫(1931)의 소재가 된다.
산문 외에도 프랑스 문학 작품의 번역가로도 활동했고, 희곡 ＜일몰＞(1928), ＜마리야＞(1935), 그리고 시나리오와 수필, 논문을 다수 남겼다. 바벨은 1939년 특별한 이유 없이 소련 당국에 체포되어 1940년 1월 총살되었다. 1954년 소련 정부에 의해 공식적으로 복권되었다.